# Асмір Латіф Мохамед
Асмір Латіф Мохамед (англ. Asmeer Lathif Mohamed; нар. 3 травня 1983) — ланкіський футболіст, півзахисник клубу «Блу Стар».

## Клубна кар'єра
Футбольну кар'єру розпочав у 2001 році в клубі «Негамбо Юз», в якому відіграв два сезони. У 2003 році перейшов до «Реновна». Проте після завершення сезону повернувся до «Негамбо Юз». Сезон 2003/04 років провів у «Ратнам», після чого знову повернувся до «Негамбо Юз». У 2009 році перейшов до клубу «Блу Стар».

## Кар'єра в збірній
Дебютував у складі національної збірної Шрі-Ланки 29 листопада 2003 року в поєдинку проти збірної збірної Лаосу. На даний час за головну команду країни провів 32 матчі, в яких відзначився 1-м голом.